# Blushøjlejren - en københavnsk "sigøjnerlejr"
Blushøjlejren - en københavnsk "sigøjnerlejr" er en dansk dokumentarfilm fra 1964.

## Handling
Blushøjlejren lå i et af Københavns yderområder i Valby. Vognpladsen blev oprettet af Københavns Kommune i 1948 og nedlagt i 1962. Den bestod af ca. 80 vogne og 300-400 mennesker, som stammede fra gamle slesvig-holstenske slægter. Det er typisk sæsonarbejdere som tivolifolk, cirkusartister og musikere. Om vinteren klarer de sig med forefaldende arbejde og lidt handel og må i nødstilfælde tage imod socialhjælp. Filmen portrætterer nogle af indbyggerne og følger nedrivningen af beboelsesvognene i 1962. En rejsende familie besøges i deres nye hjem - de såkaldte finnehuse - i Valby.